# Casal dos Crespos
Casal dos Crespos é um pequeno casal com menos de 100 habitantes situado no Distrito de Santarém, Município de Ourém, freguesia de Nossa Senhora da Piedade.
É um local sossegado, a cerca de 5Km da cidade de Ourém e a cerca de 15Km tanto de Leiria como de Tomar. Frio no Inverno e quente no Verão. Um óptimo local para descansar.